# Оскар (кинопремия, 1998)
70-я церемония вручения наград премии «Оскар» за заслуги в области кинематографа за 1997 год прошла 23 марта 1998 года в Shrine Auditorium (Лос-Анджелес, Калифорния). Номинанты были объявлены 10 февраля 1998 года.
Лидером по числу номинаций и наград стал фильм «Титаник» (четырнадцать номинаций, одиннадцать «Оскаров»). Картины «Секреты Лос-Анджелеса» и «Умница Уилл Хантинг» получили по девять номинаций, но каждая из них смогла заработать только по два «Оскара». Фильм «Лучше не бывает» также получил два «Оскара», хотя был представлен в семи номинациях. А лента Стивена Спилберга «Амистад», номинировавшийся на четыре «Оскара», не смогла получить ни одного из них.

## Фильмы, получившие несколько номинаций
| Фильм                                       | номинации | победы |
| ------------------------------------------- | --------- | ------ |
| • Титаник / Titanic                         | 14        | 11     |
| • Умница Уилл Хантинг / Good Will Hunting   | 9         | 2      |
| • Секреты Лос-Анджелеса / L.A. Confidential | 9         | 2      |
| • Лучше не бывает / As Good as It Gets      | 7         | 2      |
| • Мужской стриптиз / The Full Monty         | 4         | 1      |
| • Крылья голубки / The Wings of the Dove    | 4         | -      |
| • Амистад / Amistad                         | 4         | -      |
| • Кундун / Kundun                           | 4         | -      |
| • Люди в чёрном / Men in Black              | 3         | 1      |
| • Ночи в стиле буги / Boogie Nights         | 3         | -      |
| • Славное будущее / The Sweet Hereafter     | 2         | -      |
| • Плутовство / Wag the Dog                  | 2         | -      |
| • Миссис Браун / Mrs. Brown                 | 2         | -      |
| • Анастасия (м/ф) / Anastasia               | 2         | -      |
| • Воздушная тюрьма / Con Air                | 2         | -      |
| • Самолёт президента / Air Force One        | 2         | -      |

## Список лауреатов и номинантов
★ Победители выделены отдельным цветом. 

### Основные категории
| Категории                                                                                                | Лауреаты и номинанты                                                                                          | Лауреаты и номинанты                                                                                 | Лауреаты и номинанты                                                                                 |
| --- | --- | --- | --- |
| Лучший фильм (Награды вручал Шон Коннери)                                                                | ★ Титаник / Titanic (продюсеры: Джеймс Кэмерон и Джон Ландау)                                                 | ★ Титаник / Titanic (продюсеры: Джеймс Кэмерон и Джон Ландау)                                        | ★ Титаник / Titanic (продюсеры: Джеймс Кэмерон и Джон Ландау)                                        |
| Лучший фильм (Награды вручал Шон Коннери)                                                                | • Лучше не бывает / As Good as It Gets (продюсеры: Джеймс Л. Брукс, Бриджет Джонсон и Кристи Зиа)             | | |
| Лучший фильм (Награды вручал Шон Коннери)                                                                | • Мужской стриптиз / The Full Monty (продюсер: Уберто Пазолини)                                               | | |
| Лучший фильм (Награды вручал Шон Коннери)                                                                | • Умница Уилл Хантинг / Good Will Hunting (продюсер: Лоренс Бендер)                                           | | |
| Лучший фильм (Награды вручал Шон Коннери)                                                                | • Секреты Лос-Анджелеса / L.A. Confidential (продюсеры: Арнон Милчен, Кёртис Хэнсон и Майкл Натансон)         | | |
| Лучший режиссёр (Награду вручал Уоррен Битти)                                                            | | ★ Джеймс Кэмерон за фильм «Титаник»                                                                  | ★ Джеймс Кэмерон за фильм «Титаник»                                                                  |
| Лучший режиссёр (Награду вручал Уоррен Битти)                                                            | • Питер Каттанео — «Мужской стриптиз»                                                                         | | |
| Лучший режиссёр (Награду вручал Уоррен Битти)                                                            | • Гас Ван Сент — «Умница Уилл Хантинг»                                                                        | | |
| Лучший режиссёр (Награду вручал Уоррен Битти)                                                            | • Кёртис Хэнсон — «Секреты Лос-Анджелеса»                                                                     | | |
| Лучший режиссёр (Награду вручал Уоррен Битти)                                                            | • Атом Эгоян — «Славное будущее»                                                                              | | |
| Лучший актёр (Награду вручал Фрэнсис Макдорманд)                                                         | | ★ Джек Николсон — «Лучше не бывает» (за роль Мелвина Аделла)                                         | ★ Джек Николсон — «Лучше не бывает» (за роль Мелвина Аделла)                                         |
| Лучший актёр (Награду вручал Фрэнсис Макдорманд)                                                         | • Мэтт Деймон — «Умница Уилл Хантинг» (за роль Уилла Хантинга)                                                | | |
| Лучший актёр (Награду вручал Фрэнсис Макдорманд)                                                         | • Роберт Дюваль — «Апостол» (за роль Юлисса «Сонни» Дьюи)                                                     | | |
| Лучший актёр (Награду вручал Фрэнсис Макдорманд)                                                         | • Питер Фонда — «Золото Ули» (за роль Ули Джексона)                                                           | | |
| Лучший актёр (Награду вручал Фрэнсис Макдорманд)                                                         | • Дастин Хоффман — «Плутовство» (за роль Стэнли Мотсса)                                                       | | |
| Лучшая актриса (Награду вручал Джеффри Раш)                                                              | | ★ Хелен Хант — «Лучше не бывает» (за роль Кэрол Коннелли)                                            | ★ Хелен Хант — «Лучше не бывает» (за роль Кэрол Коннелли)                                            |
| Лучшая актриса (Награду вручал Джеффри Раш)                                                              | • Хелена Бонэм Картер — «Крылья голубки» (за роль Кейт Крой)                                                  | | |
| Лучшая актриса (Награду вручал Джеффри Раш)                                                              | • Джули Кристи — «На закате» (за роль Филлис Манн)                                                            | | |
| Лучшая актриса (Награду вручал Джеффри Раш)                                                              | • Джуди Денч — «Миссис Браун» (за роль королевы Виктории)                                                     | | |
| Лучшая актриса (Награду вручал Джеффри Раш)                                                              | • Кейт Уинслет — «Титаник» (за роль Розы Дьюитт Бьюкейтер (в молодости))                                      | | |
| Лучший актёр второго плана (Награду вручала Мира Сорвино)                                                | | ★ Робин Уильямс — «Умница Уилл Хантинг» (за роль Шона Магуайера)                                     | ★ Робин Уильямс — «Умница Уилл Хантинг» (за роль Шона Магуайера)                                     |
| Лучший актёр второго плана (Награду вручала Мира Сорвино)                                                | • Роберт Форстер — «Джеки Браун» (за роль Макса Черри)                                                        | | |
| Лучший актёр второго плана (Награду вручала Мира Сорвино)                                                | • Энтони Хопкинс — «Амистад» (за роль Джона Куинси Адамса)                                                    | | |
| Лучший актёр второго плана (Награду вручала Мира Сорвино)                                                | • Грег Киннир — «Лучше не бывает» (за роль Саймона Бишопа)                                                    | | |
| Лучший актёр второго плана (Награду вручала Мира Сорвино)                                                | • Бёрт Рейнольдс — «Ночи в стиле буги» (за роль Джека Хорнера)                                                | | |
| Лучшая актриса второго плана (Награду вручал Кьюба Гудинг-мл.)                                           | | ★ Ким Бейсингер — «Секреты Лос-Анджелеса» (за роль Линн Брэкен)                                      | ★ Ким Бейсингер — «Секреты Лос-Анджелеса» (за роль Линн Брэкен)                                      |
| Лучшая актриса второго плана (Награду вручал Кьюба Гудинг-мл.)                                           | • Джоан Кьюсак — «Вход и выход» (за роль Эмили Монтгомери)                                                    | | |
| Лучшая актриса второго плана (Награду вручал Кьюба Гудинг-мл.)                                           | • Минни Драйвер — «Умница Уилл Хантинг» (за роль Скайлэр)                                                     | | |
| Лучшая актриса второго плана (Награду вручал Кьюба Гудинг-мл.)                                           | • Джулианна Мур — «Ночи в стиле буги» (за роль Амбер Уэйвз)                                                   | | |
| Лучшая актриса второго плана (Награду вручал Кьюба Гудинг-мл.)                                           | • Глория Стюарт — «Титаник» (за роль Розы (в старости))                                                       | | |
| Лучший сценарий, созданный непосредственно для экранизации (Награды вручали Джек Леммон и Уолтер Маттау) | | ★ Бен Аффлек и Мэтт Деймон — «Умница Уилл Хантинг»                                                   | Мэтт Деймон                                                                                          |
| Лучший сценарий, созданный непосредственно для экранизации (Награды вручали Джек Леммон и Уолтер Маттау) | • Марк Эндрус и Джеймс Л. Брукс — «Лучше не бывает»                                                           | | Мэтт Деймон                                                                                          |
| Лучший сценарий, созданный непосредственно для экранизации (Награды вручали Джек Леммон и Уолтер Маттау) | • Пол Томас Андерсон — «Ночи в стиле буги»                                                                    | | Мэтт Деймон                                                                                          |
| Лучший сценарий, созданный непосредственно для экранизации (Награды вручали Джек Леммон и Уолтер Маттау) | • Вуди Аллен — «Разбирая Гарри»                                                                               | | Мэтт Деймон                                                                                          |
| Лучший сценарий, созданный непосредственно для экранизации (Награды вручали Джек Леммон и Уолтер Маттау) | • Саймон Бофой — «Мужской стриптиз»                                                                           | | Мэтт Деймон                                                                                          |
| Лучший адаптированный сценарий (Награды вручали Джек Леммон и Уолтер Маттау)                             | ★ Брайан Хелгеленд и Кёртис Хэнсон — «Секреты Лос-Анджелеса» (по одноимённому роману Джеймса Эллроя)          | ★ Брайан Хелгеленд и Кёртис Хэнсон — «Секреты Лос-Анджелеса» (по одноимённому роману Джеймса Эллроя) | ★ Брайан Хелгеленд и Кёртис Хэнсон — «Секреты Лос-Анджелеса» (по одноимённому роману Джеймса Эллроя) |
| Лучший адаптированный сценарий (Награды вручали Джек Леммон и Уолтер Маттау)                             | • Пол Аттанасио — «Донни Браско» (по роману Джозефа Пистоне «Donnie Brasco: My Undercover Life in the Mafia») | | |
| Лучший адаптированный сценарий (Награды вручали Джек Леммон и Уолтер Маттау)                             | • Атом Эгоян — «Славное будущее» (по одноимённому роману Рассела Бэнкса)                                      | | |
| Лучший адаптированный сценарий (Награды вручали Джек Леммон и Уолтер Маттау)                             | • Хилари Хенкин и Дэвид Мэмет — «Плутовство» (по роману Ларри Байнхарта «American Hero»)                      | | |
| Лучший адаптированный сценарий (Награды вручали Джек Леммон и Уолтер Маттау)                             | • Хуссейн Амини — «Крылья голубки» (по одноимённому роману Генри Джеймса)                                     | | |
| Лучший фильм на иностранном языке (Награду вручала Шэрон Стоун)                                          | ★ Характер / Karakter (Нидерланды) реж. Майк ван Дием                                                         | ★ Характер / Karakter (Нидерланды) реж. Майк ван Дием                                                | ★ Характер / Karakter (Нидерланды) реж. Майк ван Дием                                                |
| Лучший фильм на иностранном языке (Награду вручала Шэрон Стоун)                                          | • За гранью тишины / Jenseits der Stille (Германия) реж. Каролина Линк                                        | | |
| Лучший фильм на иностранном языке (Награду вручала Шэрон Стоун)                                          | • Четыре дня в сентябре / O Que É Isso, Companheiro? (Бразилия) реж. Бруну Баррету                            | | |
| Лучший фильм на иностранном языке (Награду вручала Шэрон Стоун)                                          | • Секреты сердца / Secretos del corazón (Испания) реж. Мончо Армендарис                                       | | |
| Лучший фильм на иностранном языке (Награду вручала Шэрон Стоун)                                          | • Вор (Россия) реж. Павел Чухрай                                                                              | | |

### Другие категории
| Категории                                                                                        | Лауреаты и номинанты | Лауреаты и номинанты                                                             | Лауреаты и номинанты        |
| ------------------------------------------------------------------------------------------------ | --- | -------------------------------------------------------------------------------- | --------------------------- |
| Лучшая музыка: Саундтрек к драматическому фильму                                                 | | ★ Джеймс Хорнер — «Титаник»                                                      | ★ Джеймс Хорнер — «Титаник» |
| Лучшая музыка: Саундтрек к драматическому фильму                                                 | • Джон Уильямс — «Амистад» |                                                                                  |                             |
| Лучшая музыка: Саундтрек к драматическому фильму                                                 | • Дэнни Эльфман — «Умница Уилл Хантинг» |                                                                                  |                             |
| Лучшая музыка: Саундтрек к драматическому фильму                                                 | • Филип Гласс — «Кундун» |                                                                                  |                             |
| Лучшая музыка: Саундтрек к драматическому фильму                                                 | • Джерри Голдсмит — «Секреты Лос-Анджелеса» |                                                                                  |                             |
| Лучшая музыка: Саундтрек к музыкальному или комедийному фильму (Награду вручала Дженнифер Лопес) | ★ Энн Дадли — «Мужской стриптиз» | ★ Энн Дадли — «Мужской стриптиз»                                                 |                             |
| Лучшая музыка: Саундтрек к музыкальному или комедийному фильму (Награду вручала Дженнифер Лопес) | • Стефен Флаэрти (музыка), Линн Аренс (слова), Дэвид Ньюман (оркестровая партитура) — «Анастасия»                                                |                                                                                  |                             |
| Лучшая музыка: Саундтрек к музыкальному или комедийному фильму (Награду вручала Дженнифер Лопес) | • Ханс Циммер — «Лучше не бывает» |                                                                                  |                             |
| Лучшая музыка: Саундтрек к музыкальному или комедийному фильму (Награду вручала Дженнифер Лопес) | • Дэнни Эльфман — «Люди в чёрном» |                                                                                  |                             |
| Лучшая музыка: Саундтрек к музыкальному или комедийному фильму (Награду вручала Дженнифер Лопес) | • Джеймс Ньютон Ховард — «Свадьба лучшего друга»                                                                                                 |                                                                                  |                             |
| Лучшая песня к фильму                                                                            | ★ My Heart Will Go On — «Титаник» — музыка: Джеймс Хорнер, слова: Уилл Дженнингс                                                                 | ★ My Heart Will Go On — «Титаник» — музыка: Джеймс Хорнер, слова: Уилл Дженнингс |                             |
| Лучшая песня к фильму                                                                            | • Go the Distance — «Геркулес» — музыка: Алан Менкен, слова: Дэвид Зиппель                                                                       |                                                                                  |                             |
| Лучшая песня к фильму                                                                            | • How Do I Live — «Воздушная тюрьма» — музыка и слова: Дайан Уоррен                                                                              |                                                                                  |                             |
| Лучшая песня к фильму                                                                            | • Journey to the Past — «Анастасия» — музыка: Стефен Флаэрти, слова: Линн Аренс                                                                  |                                                                                  |                             |
| Лучшая песня к фильму                                                                            | • Miss Misery — «Умница Уилл Хантинг» — музыка и слова: Эллиотт Смит                                                                             |                                                                                  |                             |
| Лучший монтаж                                                                                    | Джеймс Кэмерон | ★ Конрад Бафф IV, Джеймс Кэмерон, Ричард А. Харрис — «Титаник»                   |                             |
| Лучший монтаж                                                                                    | Джеймс Кэмерон | • Ричард Фрэнсис-Брюс — «Самолёт президента»                                     |                             |
| Лучший монтаж                                                                                    | Джеймс Кэмерон | • Ричард Маркс — «Лучше не бывает»                                               |                             |
| Лучший монтаж                                                                                    | Джеймс Кэмерон | • Пьетро Скалия — «Умница Уилл Хантинг»                                          |                             |
| Лучший монтаж                                                                                    | Джеймс Кэмерон | • Питер Хонесс — «Секреты Лос-Анджелеса»                                         |                             |
| Лучшая операторская работа                                                                       | ★ Расселл Карпентер — «Титаник» | ★ Расселл Карпентер — «Титаник»                                                  |                             |
| Лучшая операторская работа                                                                       | • Януш Камински — «Амистад» |                                                                                  |                             |
| Лучшая операторская работа                                                                       | • Роджер Дикинс — «Кундун» |                                                                                  |                             |
| Лучшая операторская работа                                                                       | • Данте Спинотти — «Секреты Лос-Анджелеса» |                                                                                  |                             |
| Лучшая операторская работа                                                                       | • Эдуарду Серра — «Крылья голубки» |                                                                                  |                             |
| Лучшая работа художника                                                                          | ★ Питер Ламонт (постановщик), Майкл Форд (декоратор) — «Титаник»                                                                                 | ★ Питер Ламонт (постановщик), Майкл Форд (декоратор) — «Титаник»                 |                             |
| Лучшая работа художника                                                                          | • Ян Рулфс (постановщик), Нэнси Най (декоратор) — «Гаттака»                                                                                      |                                                                                  |                             |
| Лучшая работа художника                                                                          | • Данте Ферретти (постановщик), Франческа Ло Скьяво (декоратор) — «Кундун»                                                                       |                                                                                  |                             |
| Лучшая работа художника                                                                          | • Жаннин Клаудия Оппуолл (постановщик), Джей Харт (декоратор) — «Секреты Лос-Анджелеса»                                                          |                                                                                  |                             |
| Лучшая работа художника                                                                          | • Бо Уэлш (постановщик), Шерил Карасик (декоратор) — «Люди в чёрном»                                                                             |                                                                                  |                             |
| Лучший дизайн костюмов                                                                           | ★ Дебора Линн Скотт — «Титаник» | ★ Дебора Линн Скотт — «Титаник»                                                  |                             |
| Лучший дизайн костюмов                                                                           | • Рут Э. Картер — «Амистад» |                                                                                  |                             |
| Лучший дизайн костюмов                                                                           | • Данте Ферретти — «Кундун» |                                                                                  |                             |
| Лучший дизайн костюмов                                                                           | • Джанет Паттерсон — «Оскар и Люсинда» |                                                                                  |                             |
| Лучший дизайн костюмов                                                                           | • Сэнди Пауэлл — «Крылья голубки» |                                                                                  |                             |
| Лучший звук                                                                                      | ★ Гэри Райдстром, Том Джонсон, Гэри Саммерс, Марк Улано — «Титаник»                                                                              | ★ Гэри Райдстром, Том Джонсон, Гэри Саммерс, Марк Улано — «Титаник»              |                             |
| Лучший звук                                                                                      | • Пол Мэсси, Рик Клайн, Даг Хемфилл, Кейт А. Вэстер — «Самолёт президента»                                                                       |                                                                                  |                             |
| Лучший звук                                                                                      | • Кевин О’Коннелл, Грег П. Расселл, Арт Рочестер — «Воздушная тюрьма»                                                                            |                                                                                  |                             |
| Лучший звук                                                                                      | • Рэнди Том, Том Джонсон, Деннис Сэндс, Уильям Б. Каплан — «Контакт»                                                                             |                                                                                  |                             |
| Лучший звук                                                                                      | • Энди Нельсон, Анна Бельмер, Кирк Фрэнсис — «Секреты Лос-Анджелеса»                                                                             |                                                                                  |                             |
| Лучший монтаж звуковых эффектов                                                                  | ★ Том Беллфорт, Кристофер Бойес — «Титаник» | ★ Том Беллфорт, Кристофер Бойес — «Титаник»                                      |                             |
| Лучший монтаж звуковых эффектов                                                                  | • Марк П. Стокингер, Пер Холлберг — «Без лица»                                                                                                   |                                                                                  |                             |
| Лучший монтаж звуковых эффектов                                                                  | • Марк Манджини — «Пятый элемент» |                                                                                  |                             |
| Лучшие визуальные эффекты                                                                        | ★ Роберт Легато, Марк Ласофф, Томас Л. Фишер, Майкл Канфер — «Титаник»                                                                           | ★ Роберт Легато, Марк Ласофф, Томас Л. Фишер, Майкл Канфер — «Титаник»           |                             |
| Лучшие визуальные эффекты                                                                        | • Деннис Мьюрен, Стэн Уинстон, Рэнди Дутра, Майкл Лантьери — «Парк Юрского периода: Затерянный мир»                                              |                                                                                  |                             |
| Лучшие визуальные эффекты                                                                        | • Фил Типпетт, Скотт Э. Андерсон, Алек Гиллис, Джон Ричардсон — «Звёздный десант»                                                                |                                                                                  |                             |
| Лучший грим                                                                                      | ★ Рик Бейкер, Дэвид ЛеРой Андерсон — «Люди в чёрном»                                                                                             | ★ Рик Бейкер, Дэвид ЛеРой Андерсон — «Люди в чёрном»                             |                             |
| Лучший грим                                                                                      | • Лиза Уэсткотт, Вероника МакАлир, Беверли Бинда — «Миссис Браун»                                                                                |                                                                                  |                             |
| Лучший грим                                                                                      | • Тина Эрншоу, Грег Кэнном, Саймон Томпсон — «Титаник»                                                                                           |                                                                                  |                             |
| Лучший документальный полнометражный фильм                                                       | ★ Долгая дорога домой / The Long Way Home (Марвин Хиер и Ричард Транк)                                                                           | ★ Долгая дорога домой / The Long Way Home (Марвин Хиер и Ричард Транк)           |                             |
| Лучший документальный полнометражный фильм                                                       | • Айн Рэнд: Смысл жизни / Ayn Rand: A Sense of Life (Майкл Пэкстон)                                                                              |                                                                                  |                             |
| Лучший документальный полнометражный фильм                                                       | • Основные цвета / Colors Straight Up (Мишель Охайон и Джулия Шахтер)                                                                            |                                                                                  |                             |
| Лучший документальный полнометражный фильм                                                       | • 4 маленькие девочки / 4 Little Girls (Спайк Ли и Сэм Поллард)                                                                                  |                                                                                  |                             |
| Лучший документальный полнометражный фильм                                                       | • Правила поединка / Waco: The Rules of Engagement (Дэн Гиффорд и Уильям Газецки)                                                                |                                                                                  |                             |
| Лучший документальный короткометражный фильм                                                     | ★ История исцеления / A Story of Healing (Донна Дьюи и Кэрол Пастернак)                                                                          | ★ История исцеления / A Story of Healing (Донна Дьюи и Кэрол Пастернак)          |                             |
| Лучший документальный короткометражный фильм                                                     | • Аляска: Дух безумия / Alaska: Spirit of the Wild (Джордж Кэйси и Пол Новрос)                                                                   |                                                                                  |                             |
| Лучший документальный короткометражный фильм                                                     | • Амазонка / Amazon (Кит Мэрилл и Джонатан Штерн)                                                                                                |                                                                                  |                             |
| Лучший документальный короткометражный фильм                                                     | • Дочь невесты / Family Video Diaries: Daughter of the Bride (Терри Рэндалл)                                                                     |                                                                                  |                             |
| Лучший документальный короткометражный фильм                                                     | • Продолжительный пинок: Фантастическая глупость Палм Спрингс / Still Kicking: The Fabulous Palm Springs Follies (Мэл Дэмски и Андреа Блаугрунд) |                                                                                  |                             |
| Лучший игровой короткометражный фильм                                                            | ★ Висас и Вирту / Visas and Virtue (Крис Ташима и Крис Донахью)                                                                                  | ★ Висас и Вирту / Visas and Virtue (Крис Ташима и Крис Донахью)                  |                             |
| Лучший игровой короткометражный фильм                                                            | • Танцуй, Лекси, танцуй / Dance Lexie Dance (Пирс Мур и Тим Лоан)                                                                                |                                                                                  |                             |
| Лучший игровой короткометражный фильм                                                            | • Хороший разговор / It’s Good to Talk (Роджер Голдби и Барни Рейш)                                                                              |                                                                                  |                             |
| Лучший игровой короткометражный фильм                                                            | • Любовники? / Skal vi være kærester? (Биргер Ларсен и Томас Лидхольм)                                                                           |                                                                                  |                             |
| Лучший игровой короткометражный фильм                                                            | • Вольфганг / Wolfgang (Ким Магнуссон и Андерс Томас Йенсен)                                                                                     |                                                                                  |                             |
| Лучший анимационный короткометражный фильм                                                       | ★ Игра Джери / Geri’s Game (Ян Пинкава) | ★ Игра Джери / Geri’s Game (Ян Пинкава)                                          |                             |
| Лучший анимационный короткометражный фильм                                                       | • Знаменитый Фрэд / Famous Fred (Джоанна Куинн)                                                                                                  |                                                                                  |                             |
| Лучший анимационный короткометражный фильм                                                       | • Старая дама и голуби / La Vieille Dame et les Pigeons (Сильвен Шоме)                                                                           |                                                                                  |                             |
| Лучший анимационный короткометражный фильм                                                       | • Русалка (Александр Петров) |                                                                                  |                             |
| Лучший анимационный короткометражный фильм                                                       | • Всадник без головы / Redux Riding Hood (Стив Мур и Дэн О'Шэннон)                                                                               |                                                                                  |                             |

### Специальные награды
| Награда                                                         | Лауреаты |
| --------------------------------------------------------------- | --- |
| Премия за выдающиеся заслуги в кинематографе (Почётный «Оскар») | ★ Стенли Донен — В знак признания объёма его работ, отмеченных изяществом, элегантностью, остроумием и визуальным новаторством. (In appreciation of a body of work marked by grace, elegance, wit and visual innovation.) |
| Награда имени Гордона Сойера                                    | ★ Дон Айверкс |
| Medal of Commendation                                           | ★ Питер Кларк — За выдающиеся заслуги и самоотверженность в отстаивании высоких стандартов Академии кинематографических искусств и наук.                                                                                  |